# 新里斯本 (印第安納州)
新里斯本（英語：New Lisbon）是位於美國印地安納州亨利縣的一個非建制地區。該地的面積和人口皆未知。